# Wiktor Borowski
Wiktor Borowski właśc. Aron Berman (ur. 9 listopada 1905 w Warszawie, zm. 22 listopada 1976 tamże) – polski działacz komunistyczny żydowskiego pochodzenia, członek Centralnego Wydziału Zawodowego Komunistycznej Partii Polski, oficer polityczny ludowego Wojska Polskiego w stopniu porucznika, redaktor naczelny Życia Warszawy (1944–1951), zastępca redaktora naczelnego Trybuny Ludu (1951–1967), dziennikarz.

## Życiorys
Był synem Michała (Eliasza), urzędnika prywatnego, młodszym bratem Bronisława Bermana, działacza KPP, zamordowanego w ZSRR w czasie „wielkiego terroru”. Uczęszczał do Gimnazjum Zgromadzenia Kupców, skąd w 1921 wydalono go za działalność w kierowanym przez komunistów Klubie Młodzieży Robotniczej przy ul. Wolskiej. Od 1922 był członkiem Związku Młodzieży Komunistycznej w Polsce. Należał również w tym czasie do Wolnego Harcerstwa. Po raz pierwszy aresztowany za działalność polityczną w 1922 roku. W 1924 ukończył gimnazjum Związku Zawodowego Nauczycieli Polskich Szkół Średnich, a następnie podjął studia historyczne na Uniwersytecie Warszawskim. W 1927 został relegowany z uczelni za działalność komunistyczną. W latach 1925–1929 należał do Związku Niezależnej Młodzieży Socjalistycznej „Życie”. W latach 1925–1927 był redaktorem naczelnym „Głosu Robotniczego”.
Od 1926 należał do Komunistycznej Partii Polski, był członkiem Centralnego Wydziału Zawodowego. W 1928 został aresztowany w Łodzi, zwolniony pod koniec roku z braku dowodów. Objął wówczas funkcję sekretarza okręgu KPP polskiej części Górnego Śląska. W listopadzie 1929 ponownie aresztowany i, w kwietniu 1930, skazany na karę 6 lat więzienia. W 1931 został urlopowany ze względu na zły stan zdrowia, przechodząc natychmiast do nielegalnej pracy w KPP. W kwietniu 1932 przedostał się do ZSRR, gdzie pracował w przedstawicielstwie KPP w Moskwie. W maju 1933 nielegalnie powrócił do Polski, obejmując funkcję sekretarza okręgu radomskiego KPP.
W lipcu 1933 został aresztowany w Pionkach, w trakcie śledztwa podał „dwa fikcyjne pseudonimy nieistniejących członków partii, za co później sąd partyjny w więzieniu w Rawiczu ukarał go półrocznym zawieszeniem w prawach członka partii”. W styczniu 1934 Sąd Okręgowy w Radomiu skazał go na 8 lat więzienia, a następnie dodatkowo w październiku 1934 na 3 miesiące więzienia za protest przeciw skuciu kajdankami.
Uwolniony z więzienia po agresji III Rzeszy na Polskę, uczestniczył w obronie Warszawy w oddziale przeciwpożarowym. Po kapitulacji miasta przedostał się na teren okupacji sowieckiej do Białegostoku, gdzie kierował biblioteką na kolei, a następnie w Stołpcach kierował szkołą dla dorosłych. Od 1941 był pracownikiem politycznym Państwowych Kursów Budowlanych w Wilnie. Po ataku Niemiec na ZSRR ewakuowany do Czuwaskiej ASRR.
W kwietniu 1944 zgłosił się do Ośrodka Uzupełnienia w Sumach. Był oficerem politycznym – zastępcą dowódcy 6 pułku artylerii lekkiej 4 Dywizji Piechoty 1 Armii Wojska Polskiego ds. politycznych, a od lipca 1944 lektorem dywizji. Na jesieni 1944 został odkomenderowany do działań na warszawskiej Pradze, gdzie redagował „Biuletyn Praski”. W sierpniu 1944 przyjęty do Polskiej Partii Robotniczej.
Był inicjatorem powołania „Życia Warszawy”. Od 1944 do 1951 pełnił funkcję redaktora naczelnego gazety, i według wspomnień współpracowników, udało mu się nadać jej „charakter w miarę bliski normalnemu człowiekowi”, mimo panującej wówczas w Polsce atmosfery terroru stalinowskiego. Od 1951 do 1967 pracował jako zastępca redaktora naczelnego w „Trybunie Ludu”. W latach 1945–1964 należał do władz Związku Zawodowego Dziennikarzy, a następnie Stowarzyszenia Dziennikarzy Polskich. Był delegatem na II (1954) i III (1959) zjazd Polskiej Zjednoczonej Partii Robotniczej.
Został pochowany na Cmentarzu Wojskowym na Powązkach (kwatera D35-1-11).

## Życie prywatne
Jego żoną była dziennikarka Janina Piotrowska (1920–2018). Ich synem jest Marek Borowski (ur. 1946), były marszałek Sejmu, założyciel i były przewodniczący Socjaldemokracji Polskiej.

## Ordery i odznaczenia
- Order Sztandaru Pracy I (4 listopada 1955)[6]
- Order Sztandaru Pracy II klasy
- Krzyż Oficerski Orderu Odrodzenia Polski[7]
- Medal za Warszawę 1939–1945 (17 stycznia 1946)[8]

## Galeria

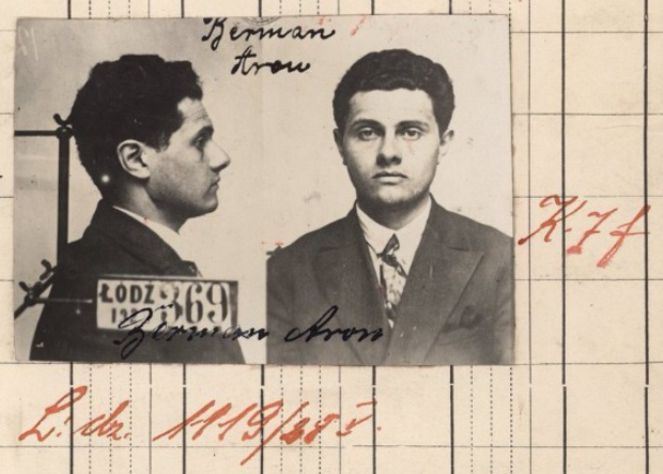
Aron Berman po aresztowaniu przez Policję Państwową, Łódź, maj 1928
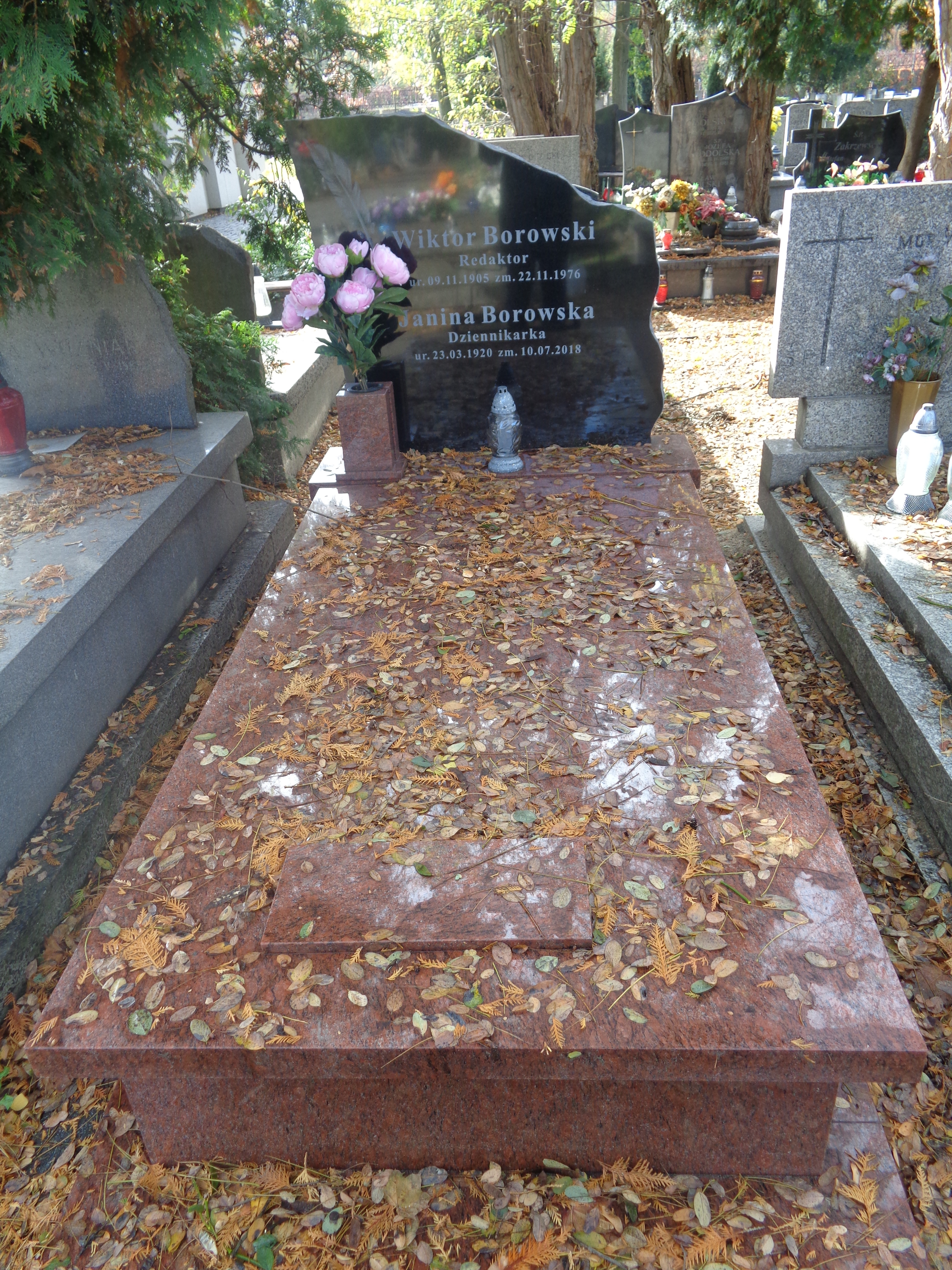
Grób Wiktora Borowskiego na Cmentarzu Wojskowym na Powązkach
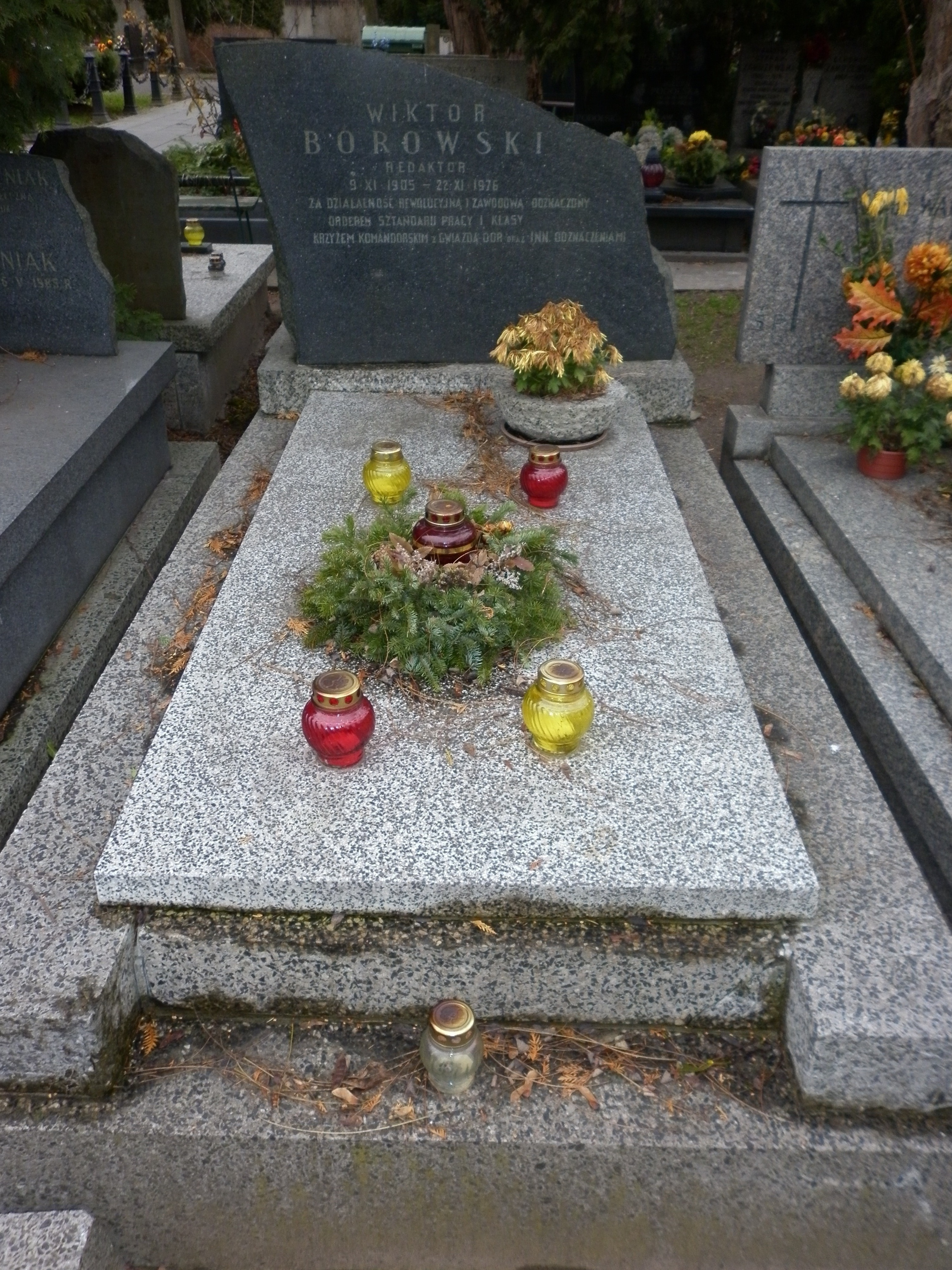
Stary grób Wiktora Borowskiego na Cmentarzu Wojskowym na Powązkach